# Gare de Montpaon
La gare de Montpaon est une gare ferroviaire française de la ligne de Béziers à Neussargues, située au lieu-dit La Gare près du village de Montpaon sur le territoire de la commune de Fondamente, dans le département de l'Aveyron, en région Occitanie. 
Elle est mise en service en 1874 par la Compagnie des chemins de fer du Midi et du Canal latéral à la Garonne. 
C'est une halte voyageurs de la Société nationale des chemins de fer français (SNCF) et elle est desservie par des trains TER Occitanie.

## Situation ferroviaire
Établie à 481 mètres d'altitude, la gare de Montpaon est située au point kilométrique (PK) 508,053 de la ligne de Béziers à Neussargues, entre les gares de Ceilhes - Roqueredonde et de Lauglanet-Saint-Beaulize (fermée).

## Histoire
La gare de Montpaon est mise en service le 18 octobre 1874 par la Compagnie des chemins de fer du Midi et du Canal latéral à la Garonne lorsqu'elle ouvre à l'exploitation le tronçon du Bousquet-d'Orb à Millau. La station est dominée par le promontoire au sommet duquel se trouvent les ruines du château de Montpaon, elle est établie sur le versant opposé de celui du village.
En 2014, c'est une gare voyageurs d'intérêt local (catégorie C : moins de 100 000 voyageurs par an de 2010 à 2011), qui dispose d'un quai pour la voie unique.

## Fréquentation
De 2015 à 2023, selon les estimations de la SNCF, la fréquentation annuelle de la gare s'élève aux nombres indiqués dans le tableau ci-dessous.
| Année               | 2015 | 2016 | 2017 | 2018 | 2019 | 2020 | 2021 | 2022 | 2023 |
| ------------------- | ---- | ---- | ---- | ---- | ---- | ---- | ---- | ---- | ---- |
| Nombre de voyageurs | 530  | 329  | 254  | 192  | 268  | 115  | 180  | 412  | 466  |

## Service des voyageurs

### Accueil
Halte SNCF, c'est un point d'arrêt non géré (PANG) à entrée libre.

### Desserte
Montpaon est desservie par des trains TER Occitanie de la relation Béziers - Saint-Chély-d'Apcher, ou Millau (ligne 10).

### Intermodalité
Le stationnement des véhicules est possible à proximité.

## Patrimoine ferroviaire
L'ancien bâtiment voyageurs a été réaffecté en habitation privée.